# Billboardlistans förstaplaceringar 2013

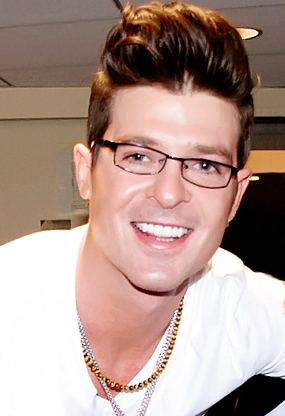
Robin Thicke

Billboardlistans förstaplaceringar 2013 innebar att åtta olika artister fick sin första singeletta i USA på Billboards lista Billboard Hot 100, som huvudartist eller "featuring": Macklemore & Ryan Lewis, Wanz, Baauer, Nate Ruess, Ray Dalton,  Robin Thicke, Miley Cyrus och Lorde.
Macklemore & Ryan Lewis låtar "Thrift Shop" och "Can’t Hold Us" blev båda ettor, vilket gjorde de till de första som hade två ettor på Billboard på ett år sedan Lady Gaga gjorde det 2009 med låtarna "Just Dance" och "Poker Face".
Baauer fick sin första etta med "Harlem Shake". Den släpptes först i juni 2012, men blev populär i februari 2013 då den blev ett internetfenomen.
Bruno Mars fick sin femte etta med "When I Was Your Man". Med det blev han den artisten som snabbast fick fem ettor på Billboard sedan Elvis Presley. Det blev även den andra låten att toppa Billboard som endast består av piano och sång, den första var "Someone Like You" av Adele.
Lorde blev med 16 år gammal den yngsta artisten att toppa Billboard sedan Tiffany också gjorde det 16 år gammal 1987 med låten "I Think We’re Alone Now".
Eminems och Rihannas låt "The Monster" blev etta på Billboard. Det gjorde Eminem till den rapparen som hade mest ettor på Billboard tillsammans med P. Diddy och Ludacris. Det gjorde även Rihanna till den med tredje flest ettor på Billboard tillsammans med Michael Jackson.

## Listhistorik
| Datum        | Låt                     | Artist(er)                                   | Referenser |
| ------------ | ----------------------- | -------------------------------------------- | ---------- |
| 5 januari    | "Locked Out of Heaven"  | Bruno Mars                                   | [ 1 ]      |
| 12 januari   | "Locked Out of Heaven"  | Bruno Mars                                   | [ 2 ]      |
| 19 januari   | "Locked Out of Heaven"  | Bruno Mars                                   | [ 3 ]      |
| 26 januari   | "Locked Out of Heaven"  | Bruno Mars                                   | [ 4 ]      |
| 2 februari   | "Thrift Shop"           | Macklemore & Ryan Lewis featuring Wanz       | [ 6 ]      |
| 9 februari   | "Thrift Shop"           | Macklemore & Ryan Lewis featuring Wanz       | [ 7 ]      |
| 16 februari  | "Thrift Shop"           | Macklemore & Ryan Lewis featuring Wanz       | [ 8 ]      |
| 23 februari  | "Thrift Shop"           | Macklemore & Ryan Lewis featuring Wanz       | [ 9 ]      |
| 2 mars       | "Harlem Shake"          | Baauer                                       | [ 10 ]     |
| 9 mars       | "Harlem Shake"          | Baauer                                       | [ 11 ]     |
| 16 mars      | "Harlem Shake"          | Baauer                                       | [ 12 ]     |
| 23 mars      | "Harlem Shake"          | Baauer                                       | [ 13 ]     |
| 30 mars      | "Harlem Shake"          | Baauer                                       | [ 14 ]     |
| 6 april      | "Thrift Shop"           | Macklemore & Ryan Lewis featuring Wanz       | [ 15 ]     |
| 13 april     | "Thrift Shop"           | Macklemore & Ryan Lewis featuring Wanz       | [ 16 ]     |
| 20 april     | "When I Was Your Man"   | Bruno Mars                                   | [ 17 ]     |
| 27 april     | "Just Give Me a Reason" | Pink featuring Nate Ruess                    | [ 18 ]     |
| 4 maj        | "Just Give Me a Reason" | Pink featuring Nate Ruess                    | [ 19 ]     |
| 11 maj       | "Just Give Me a Reason" | Pink featuring Nate Ruess                    | [ 20 ]     |
| 18 maj       | "Can't Hold Us"         | Macklemore & Ryan Lewis featuring Ray Dalton | [ 21 ]     |
| 25 maj       | "Can't Hold Us"         | Macklemore & Ryan Lewis featuring Ray Dalton | [ 22 ]     |
| 1 juni       | "Can't Hold Us"         | Macklemore & Ryan Lewis featuring Ray Dalton | [ 23 ]     |
| 8 juni       | "Can't Hold Us"         | Macklemore & Ryan Lewis featuring Ray Dalton | [ 24 ]     |
| 15 juni      | "Can't Hold Us"         | Macklemore & Ryan Lewis featuring Ray Dalton | [ 25 ]     |
| 22 juni      | "Blurred Lines"         | Robin Thicke featuring T.I. och Pharrell     | [ 26 ]     |
| 29 juni      | "Blurred Lines"         | Robin Thicke featuring T.I. och Pharrell     | [ 27 ]     |
| 6 juli       | "Blurred Lines"         | Robin Thicke featuring T.I. och Pharrell     | [ 28 ]     |
| 13 juli      | "Blurred Lines"         | Robin Thicke featuring T.I. och Pharrell     | [ 29 ]     |
| 20 juli      | "Blurred Lines"         | Robin Thicke featuring T.I. och Pharrell     | [ 30 ]     |
| 27 juli      | "Blurred Lines"         | Robin Thicke featuring T.I. och Pharrell     | [ 31 ]     |
| 3 augusti    | "Blurred Lines"         | Robin Thicke featuring T.I. och Pharrell     | [ 32 ]     |
| 10 augusti   | "Blurred Lines"         | Robin Thicke featuring T.I. och Pharrell     | [ 33 ]     |
| 17 augusti   | "Blurred Lines"         | Robin Thicke featuring T.I. och Pharrell     | [ 34 ]     |
| 24 augusti   | "Blurred Lines"         | Robin Thicke featuring T.I. och Pharrell     | [ 35 ]     |
| 31 augusti   | "Blurred Lines"         | Robin Thicke featuring T.I. och Pharrell     | [ 36 ]     |
| 7 september  | "Blurred Lines"         | Robin Thicke featuring T.I. och Pharrell     | [ 37 ]     |
| 14 september | "Roar"                  | Katy Perry                                   | [ 38 ]     |
| 21 september | "Roar"                  | Katy Perry                                   | [ 39 ]     |
| 28 september | "Wrecking Ball"         | Miley Cyrus                                  | [ 40 ]     |
| 5 oktober    | "Wrecking Ball"         | Miley Cyrus                                  | [ 41 ]     |
| 12 oktober   | "Royals"                | Lorde                                        | [ 42 ]     |
| 19 oktober   | "Royals"                | Lorde                                        | [ 43 ]     |
| 26 oktober   | "Royals"                | Lorde                                        | [ 44 ]     |
| 2 november   | "Royals"                | Lorde                                        | [ 45 ]     |
| 9 november   | "Royals"                | Lorde                                        | [ 46 ]     |
| 16 november  | "Royals"                | Lorde                                        | [ 47 ]     |
| 23 november  | "Royals"                | Lorde                                        | [ 48 ]     |
| 30 november  | "Royals"                | Lorde                                        | [ 49 ]     |
| 7 december   | "Royals"                | Lorde                                        | [ 50 ]     |
| 14 december  | "Wrecking Ball"         | Miley Cyrus                                  | [ 51 ]     |
| 21 december  | "The Monster"           | Eminem featuring Rihanna                     | [ 52 ]     |
| 28 december  | "The Monster"           | Eminem featuring Rihanna                     | [ 53 ]     |